# Cornuchariesthes albomaculata
Cornuchariesthes albomaculata är en skalbaggsart som beskrevs av Stefan von Breuning 1981. Cornuchariesthes albomaculata ingår i släktet Cornuchariesthes och familjen långhorningar. Inga underarter finns listade i Catalogue of Life.